# William Pulteney (5e baronnet)
Pour les articles homonymes, voir Pulteney.
William Pulteney, 5e baronnet (octobre 1729 - 30 mai 1805), connu sous le nom de William Johnstone jusqu'en 1767, est un avocat, propriétaire terrien et homme politique écossais qui siège à la Chambre des communes entre 1768 et 1805. Il est réputé être l'homme le plus riche de Grande-Bretagne. Il profite des plantations d'esclaves en Amérique du Nord  et investit dans des projets de construction en Grande-Bretagne, notamment le pont Pulteney et d'autres bâtiments à Bath, des bâtiments sur le front de mer de Weymouth dans le Dorset et des routes dans son Écosse natale.
Il est un mécène de l'architecte Robert Adam et de l'ingénieur civil Thomas Telford.

## Jeunesse
William Johnstone, comme il est né, est le deuxième fils de James Johnstone, 3e baronnet de Wester Hall, Dumfries, et de son épouse Barbara Murray, la sœur aînée du mécène littéraire Patrick Murray (5e Lord Elibank) (en).
Son frère aîné est le soldat et homme politique James Johnstone, 4e baronnet. Ses frères cadets sont l'homme politique et officier de marine George Johnstone et l'officiel de la Compagnie des Indes orientales John Johnstone. Alexander Murray d'Elibank, un jacobite, est son oncle.
Il étudie le droit, devient membre de la Faculté des avocats en 1751 et devient un éminent avocat. Il vit à Édimbourg et s'associe à plusieurs grandes figures de la société savante du pays, dont le philosophe et historien David Hume, le philosophe politique et économiste Adam Smith et l'architecte Robert Adam.

## Mariage et changement de nom
Le 10 novembre 1760, il épouse l'héritière Frances Pulteney. Frances est la troisième fille du député et fonctionnaire du gouvernement Daniel Pulteney (en) et cousin de William Pulteney (1er comte de Bath). Elle hérite de la fortune et des domaines substantiels de William près de Bath dans le Somerset après sa mort en 1764 et de celle de son frère cadet et héritier en 1767. En héritant, Johnstone change son nom en 1767 en Pulteney. Simultanément, le nom de sa fille est également changé de Henrietta Laura Johnstone à Henrietta Laura Pulteney.

## Pont Pulteney
À cette époque, Bath est en pleine expansion, mais le domaine rural des Pulteney à Bathwick est séparé de la ville par la rivière Avon, et sans pont en place, le seul moyen de traverser la rivière est un petit ferry. Ils décident qu'un pont devait être construit, et Pulteney se tourne vers son ami et compatriote, l'architecte Robert Adam. Adam est influencé par ses voyages à Florence et à Venise et propose un pont incorporant des boutiques des deux côtés, qui est achevé en 1773, mais les plans originaux des Pulteney pour l'expansion de Bath n'ont pris effet qu'en 1788, lorsque l'architecte de Bath, Thomas Baldwin commence à créer un nouveau domaine. Outre le pont qui porte leur nom, l'implication des Pulteney est rappelée par Great Pulteney Street à Bathwick, réputée pour être le plus long boulevard du genre en Europe, tandis que Henrietta Street porte le nom de leur fille.

## Carrière politique
Pulteney représente Cromarty et plus tard Shrewsbury, où il réside habituellement, dans sept parlements successifs. Il se présente d'abord sans succès pour le siège de Shrewsbury en 1768, mais remporte le siège de Cromarty (le perdant contre Cosmo Gordon en 1774). En 1774, il se présente à nouveau à Shrewsbury, et bien qu'il soit initialement battu, il est déclaré élu sur requête en mars suivant (et conserve le siège jusqu'à sa mort en mai 1805).
Le 1er juin 1782, sa femme Frances décède, lui laissant sa fortune.
Pulteney investit dans des terres aux Antilles et dans ce qui est aujourd'hui l'État de l'ouest de New York. Les colonies de Bath, Pulteney, Henrietta et Caledonia témoignent de sa spéculation à la fin du XVIIIe siècle, à travers « The Pulteney Association », une agence dirigée par son agent Charles Williamson.

## Patron de Thomas Telford
En 1783, Pulteney commence à travailler avec Thomas Telford, plus tard l'ingénieur civil le plus éminent de son époque. Lorsque Pulteney le rencontre pour la première fois, Telford est un jeune tailleur de pierre de la même paroisse de Westerkirk à Dumfries, qui s'est rendu à Londres pour chercher du travail. En 1787, Pulteney charge Telford de superviser les travaux de restauration au château de Shrewsbury, en suivant les plans de Robert Adam et l'aide à être nommé arpenteur des travaux publics du Shropshire.
Plus tard, en tant que gouverneur de la British Fisheries Society, Pulteney nomme Telford pour concevoir le plus grand port de pêche au hareng du monde, à Wick à Caithness. Le village est nommé Pulteneytown et est l'emplacement de la distillerie de whisky Old Pulteney.
Pulteney joue un rôle dans la nomination de Telford en 1801 pour concevoir un plan directeur visant à améliorer les communications dans les Highlands d'Écosse, un projet de grande envergure qui dure 20 ans.
Pulteney s'intéresse également vivement à de nombreux autres projets d'ingénierie, dont celui du phare de Bell Rock, soutenant un projet de loi en 1803.

## Héritage familial
Il devient baronnet de Johnstone en 1794 à la mort de son frère aîné James Johnstone. Il est ainsi titré 5e baronnet Pulteney, ayant décliné plusieurs offres de pairie au cours de sa carrière parlementaire.
En 1804, Pulteney se remarie à Margaret, veuve d' Andrew Stuart et fille de William Stirling. Le mariage ne dure pas longtemps. Pulteney meurt à Bath House à Piccadilly, Londres, le 30 mai 1805, et est enterré à l'Abbaye de Westminster.
Sa fille, (Henrietta) Laura, est créée 1re baronne de Bath le 26 juillet 1792 et 1re comtesse de Bath le 26 octobre 1803. En 1794, elle épouse le cousin germain de son père, James Murray, qui prend le nom de Murray-Pulteney. Elle meurt le 14 juillet 1808 sans enfants et ses titres s'éteignent.